# Rachael Wilson
Rachael Marie Wilson (* in Las Vegas) ist eine amerikanische Opernsängerin in der Stimmlage Mezzosopran.

## Biografie
Rachael Wilson studierte Gesang an der Juilliard School in New York. Von 2013 bis 2015 war sie Mitglied des Opernstudios der Bayerischen Staatsoper, nahm an dessen Produktionen von Mirandolina (als Deianira) und Le comte Ory (als Dame Ragonde) teil und trat in Rollen wie z. B. Sandmännchen in Hänsel und Gretel, Kate Pinkerton in Madama Butterfly und Alisa in Lucia di Lammermoor auf. Von der Spielzeit 2015/16 bis 2018/2019 stellte sie als Ensemblemitglied dieses Hauses zahlreiche kleinere und mittlere Rollen, seit 2017 auch größere Partien wie Dorabella in Così fan tutte, Fatime in Oberon, Hänsel in Hänsel und Gretel und Cherubino in Le nozze di Figaro dar. Seit der Spielzeit 2019/2020 ist sie Ensemblemitglied am Staatstheater Stuttgart, wo sie im Oktober 2019 ihr Debüt als Einspringerin in der Titelrolle von Carmen gab.
| Debüt in | Rolle                          | Bühne                   |
| -------- | ------------------------------ | ----------------------- |
| 2016-04  | Fjodor (Boris Godunow)         | Bayerische Staatsoper   |
| 2016-05  | Krista (Die Sache Makropulos)  | Bayerische Staatsoper   |
| 2016-09  | Flora Bervoix (La traviata)    | Bayerische Staatsoper   |
| 2016-12  | 2. Dame (Die Zauberflöte)      | Bayerische Staatsoper   |
| 2917-01  | Mercedes (Carmen)              | Bayerische Staatsoper   |
| 2017-04  | Dorabella (Così fan tutte)     | Bayerische Staatsoper   |
| 2017-06  | Tisbe (La cenerentola)         | Bayerische Staatsoper   |
| 2017-06  | 2. Waldnymphe (Rusalka)        | Bayerische Staatsoper   |
| 2017-07  | Fatime (Oberon)                | Bayerische Staatsoper   |
| 2017-11  | Bersi (Andrea Chénier)         | Bayerische Staatsoper   |
| 2017-11  | Hänsel (Hänsel und Gretel)     | Bayerische Staatsoper   |
| 2018-01  | Wellgunde (Das Rheingold)      | Bayerische Staatsoper   |
| 2018-02  | Wellgunde (Götterdämmerung)    | Bayerische Staatsoper   |
| 2018-09  | Cherubino (Le nozze di Figaro) | Bayerische Staatsoper   |
| 2019-10  | Carmen (Carmen)                | Staatstheater Stuttgart |
| 2021-07  | Charlotte (Werther)            | Staatstheater Stuttgart |

## Preise und Auszeichnungen
- Bayerischer Kunstförderpreis, Sparte "Darstellende Kunst" (2018)[8]